# Ubisoft Connect
Ubisoft Connect（ユービーアイソフト コネクト）とは、ユービーアイソフトが開発、運営するダウンロード販売、デジタル著作権管理、マルチプレイヤーゲームのサポートおよび実績の管理を目的とするプラットフォームである。サービスは複数のプラットフォームで提供されている。

## 特徴
Uplayに対応したゲーム内において特定のアクションをクリアする（実績を解除する）と、Uポイントと呼ばれるポイントが獲得できる。このUポイントはリワードの交換に使用でき、限定ゲーム内アイテムのアンロックやUplay限定のコンテンツのダウンロードが可能となる。

## クライアント
Uplayのデスクトップクライアントは2012年7月3日にリリースされた。ValveのSteamやEAのOriginに類似するこのクライアントでは、Ubisoft製タイトルのゲームが購入でき、ユーザはクライアントからゲームを起動することが可能になる。
Steamで販売されているUbisoft製タイトルはDRMとしてUplayを使用しており、これらのタイトルの起動にはUplayへの登録とサインイン、CDキーのUplayへの登録が必要となる。

## Uplay+
2019年6月11日のE3カンファレンスにてサブスクリプションサービスである「Uplay+」をPCおよびGoogle Stadia向けに発表。7月には詳細が公開され、100タイトル以上の旧作や今後発売される新作にも対応するとアナウンスされた。